# Монсио, Никола Андре
Никола Андре Монсио (фр. Nicolas-André Monsiau; 1754[…], Париж — 31 мая 1837[…], Париж) — французский художник.

## Биография

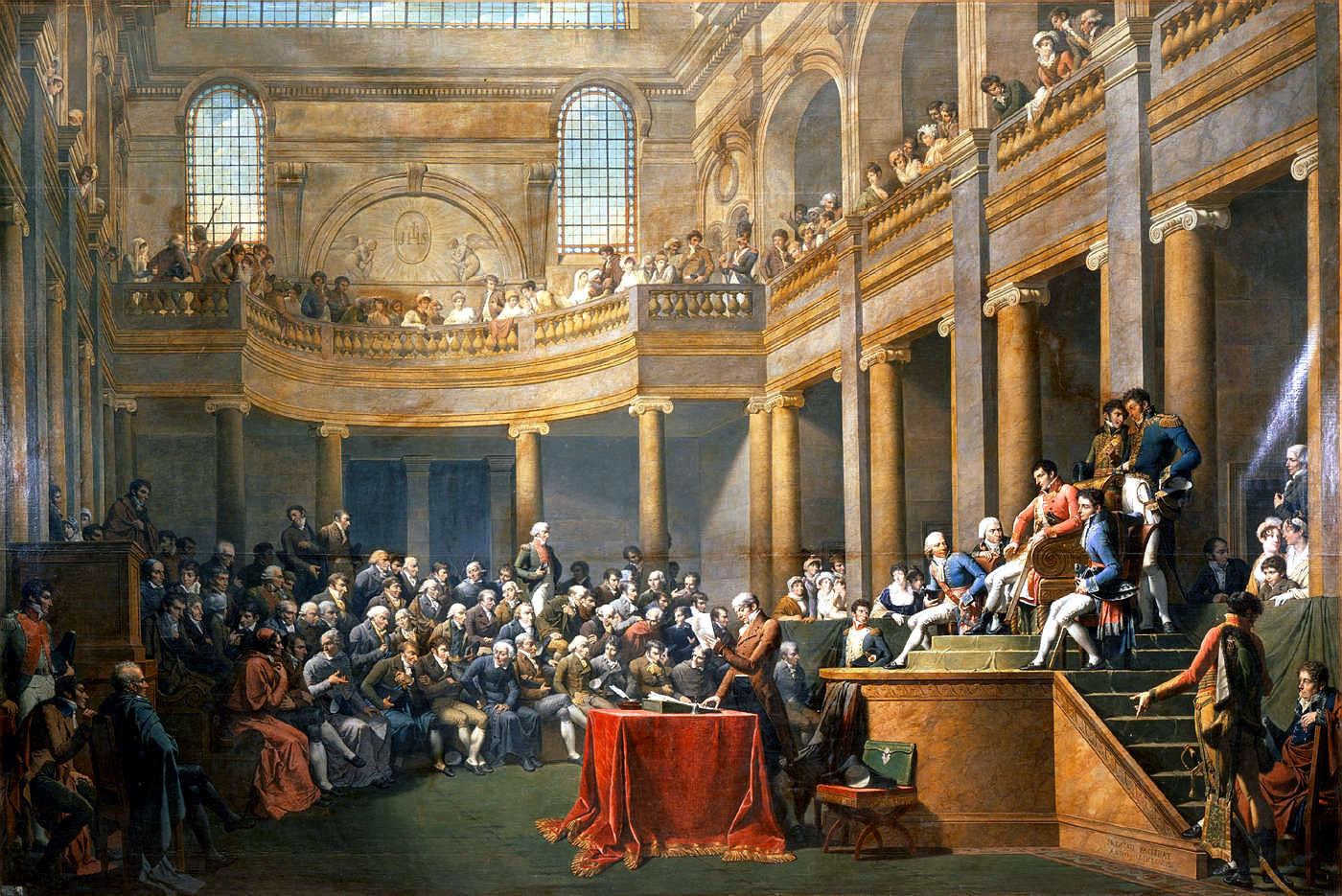
Совет Цизальпинской Республики встречается в Лионе с Первым консулом Бонапартом. 26 января 1802

Учился в Парижской академии художеств под руководством Пьера Пейрона. В 1776 году отправился в Рим, по возвращении начал выставляться в Париже. В 1789 году был принят в Академию. 
Писал преимущественно исторические и мифологические сюжеты, отмеченные влиянием Жака Луи Давида. Во время французской революции, лишившей его жалованья от покровителей, начал заниматься книжной иллюстрацией. При Наполеоне вновь получил заказы, из которых наиболее значительным был заказ на полотно, увековечивающее церемонию дарования конституции Цизальпинской республики (окончено в 1808 году).
Его учеником был Луи Рене Летронн (1790—1842), который нарисовал знаменитый карандашный портрет Людвига ван Бетховена.

## Галерея

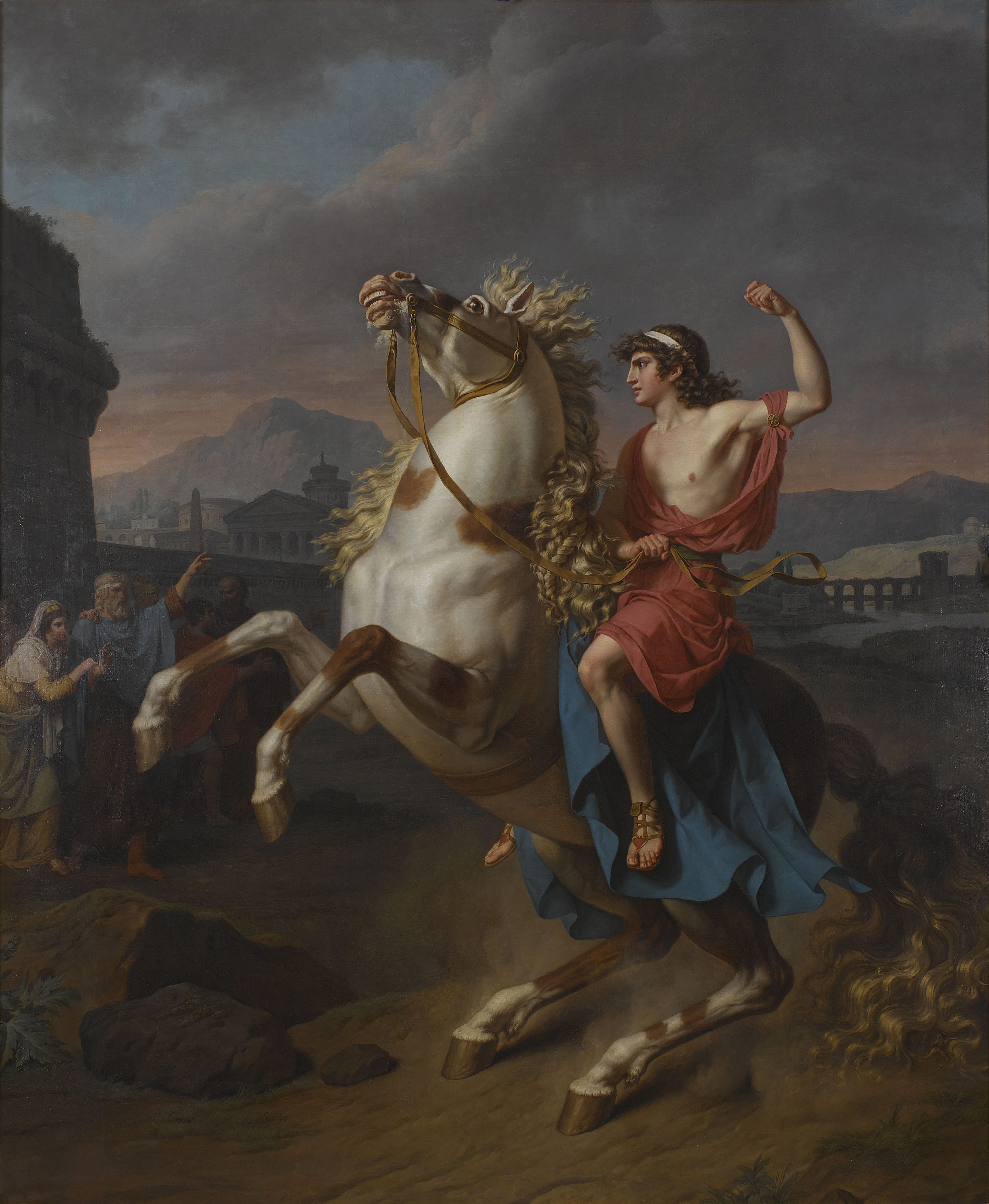
Александр Македонский укрощает Буцефала
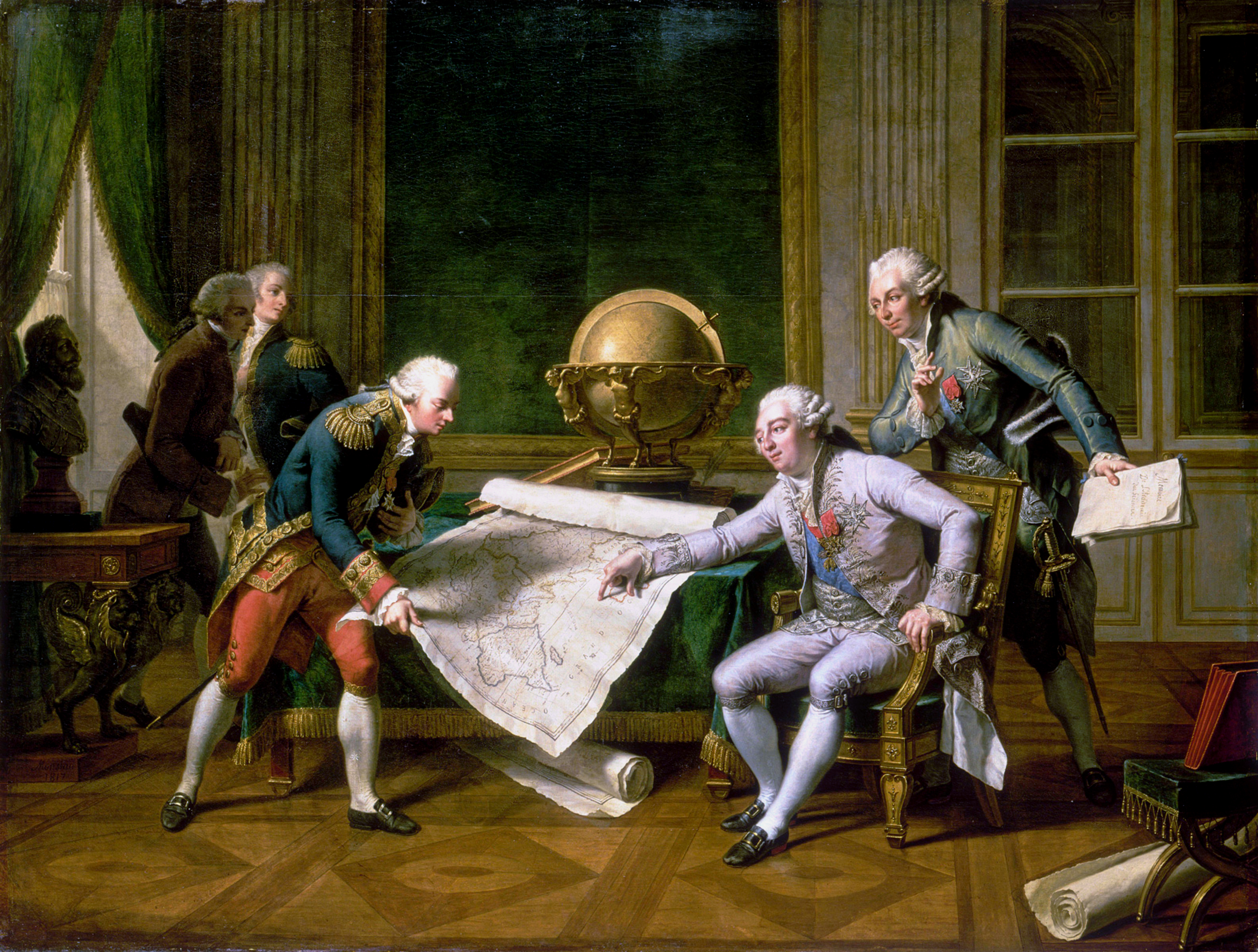
Людовик XVI и мореплаватель Лаперуз
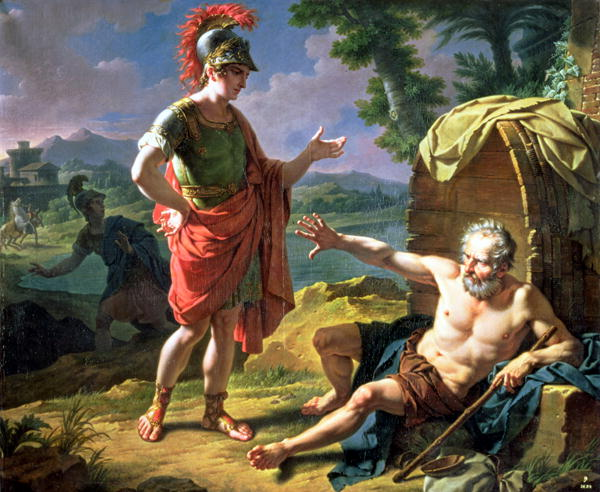
Александр Македонский и Диоген
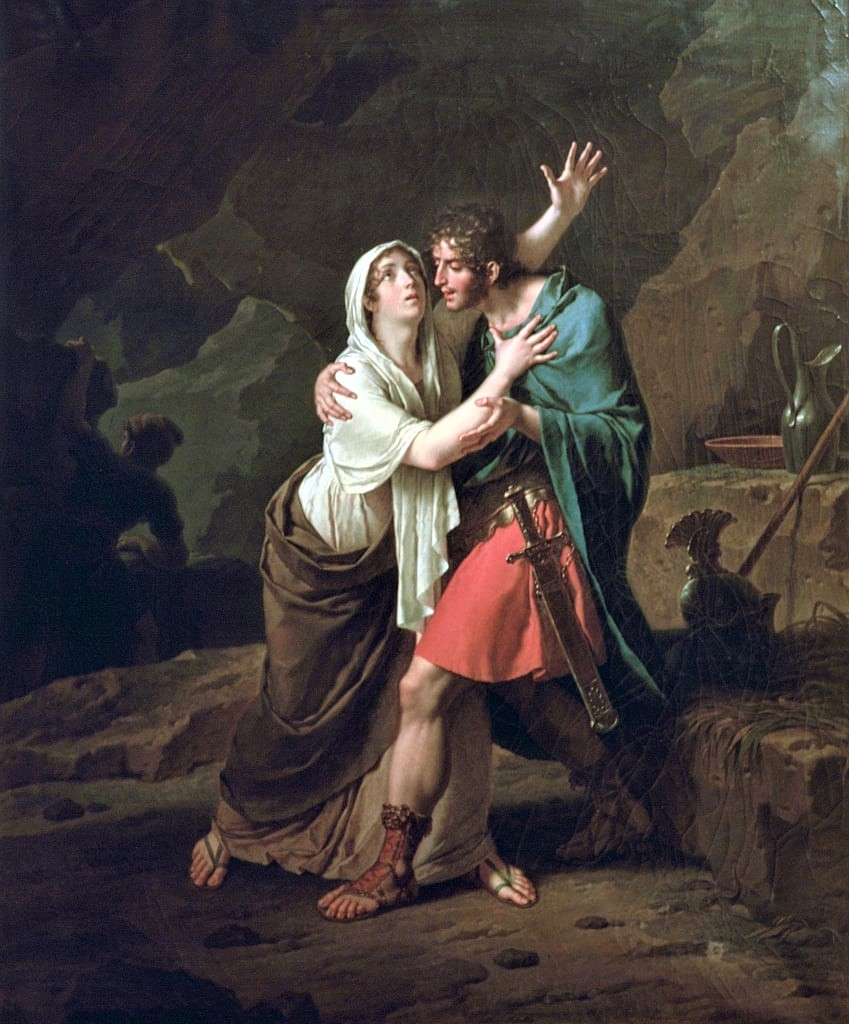
Эпонина и Юлий Сабин
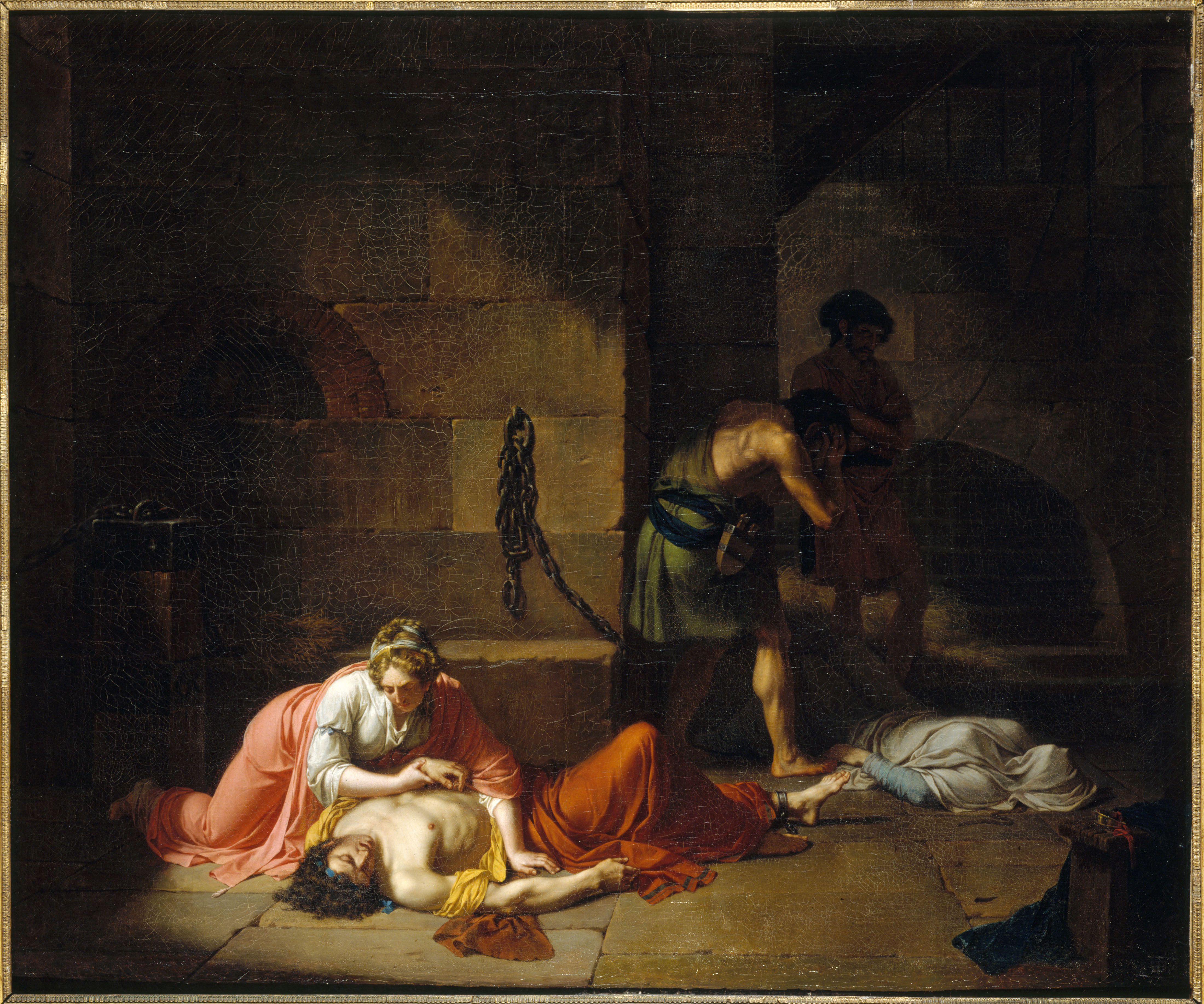
Гибель Агиса
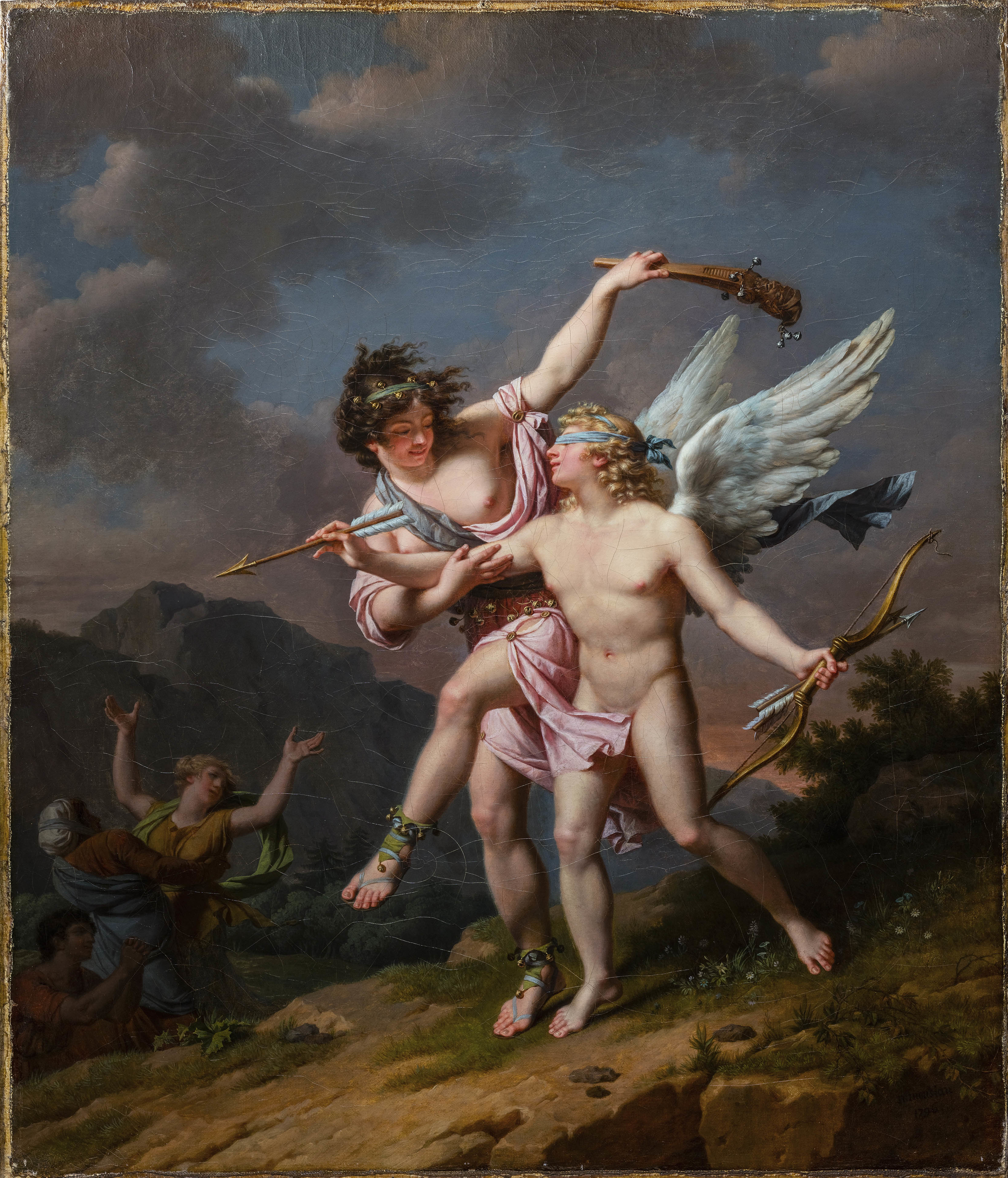
Безумие, увлекающее Амура
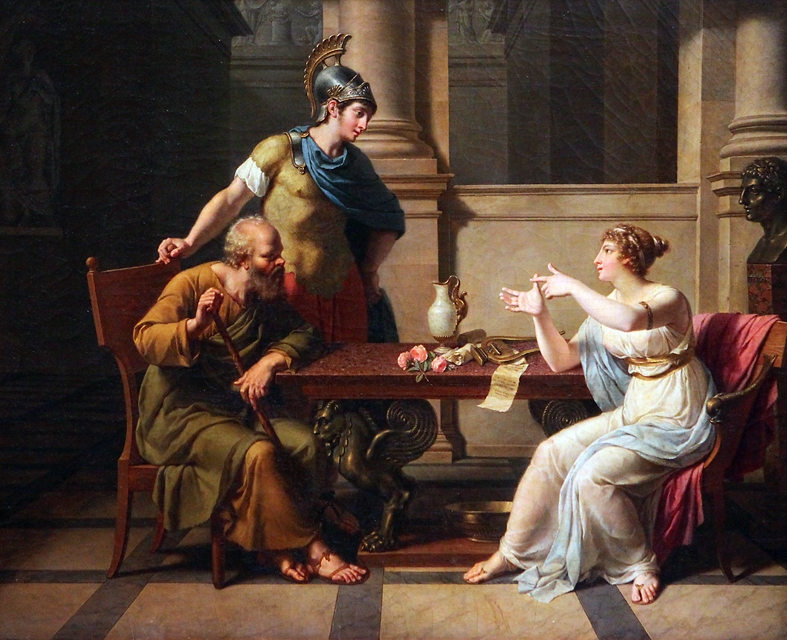
Сократ и гетера Аспазия
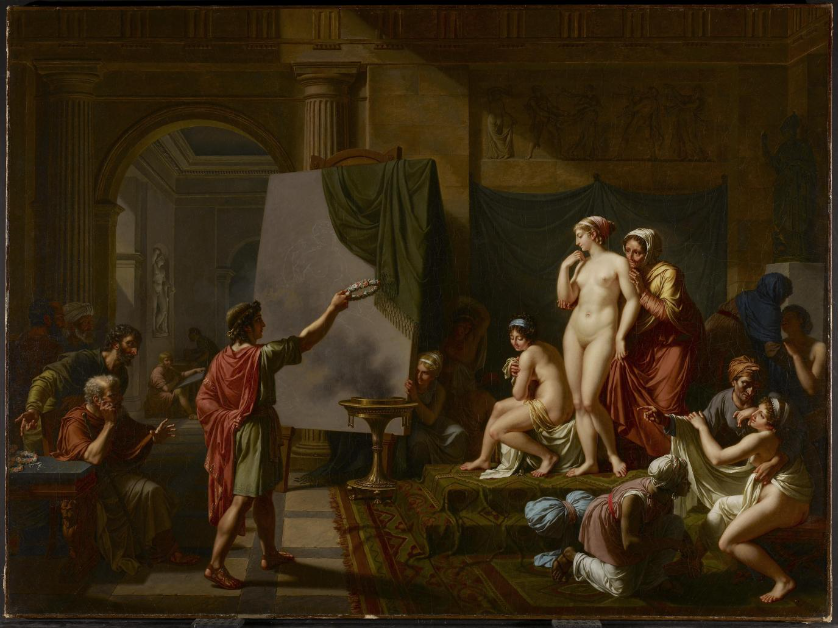
Зевкис выбирает себе натурщиц из жительниц Кротона
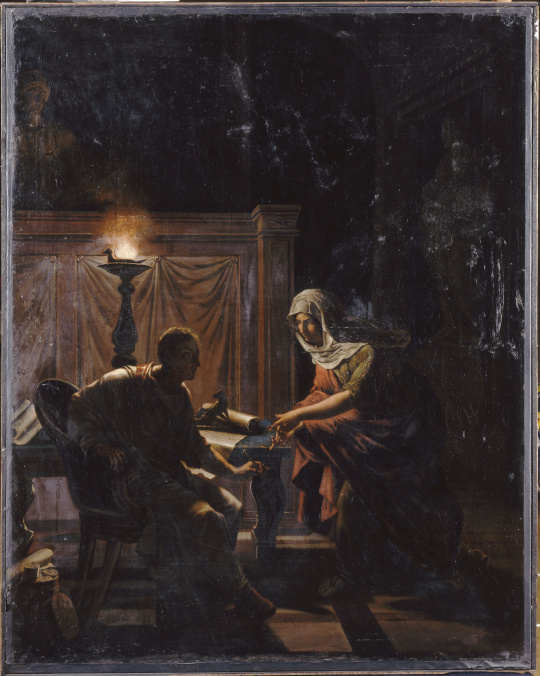
Фульвия раскрывает Цицерону заговор Катилины
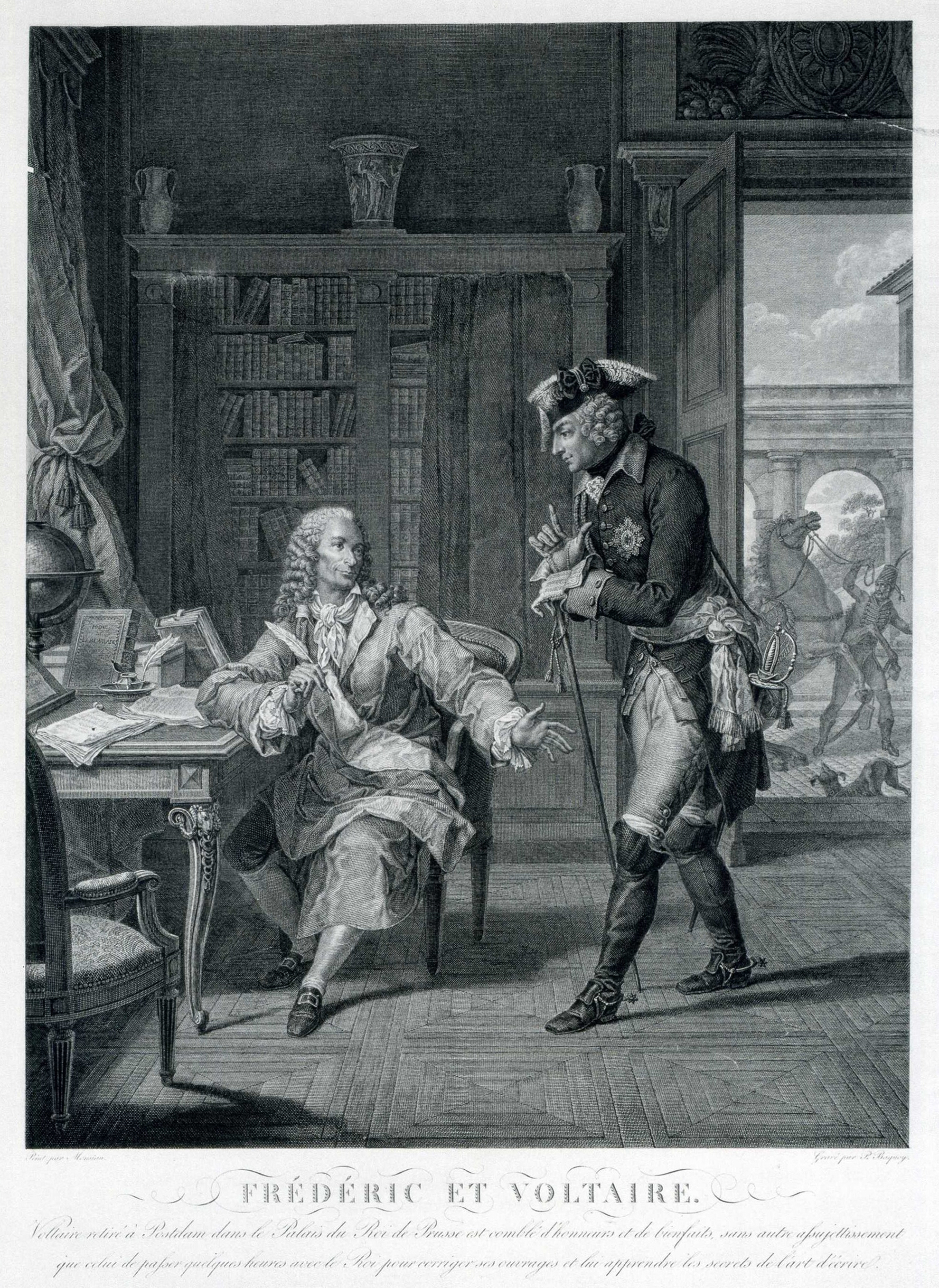
Фридрих II посещает Вольтера. Гравюра с оригинала Монсио.
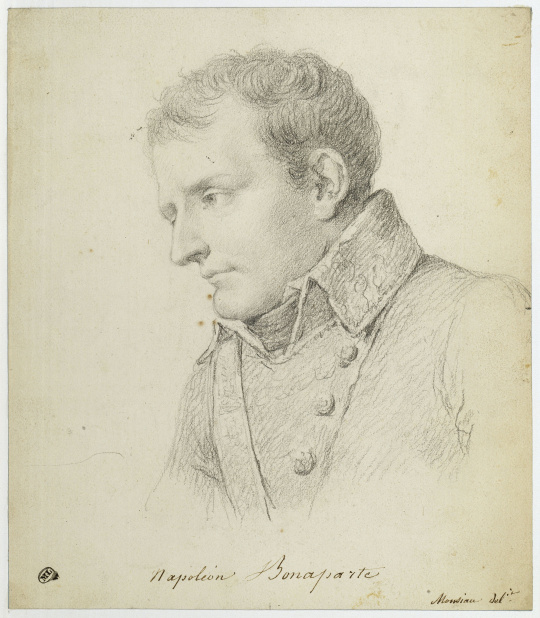
Портрет Наполеона (1806, рисунок)